# Атеїстична рекламна кампанія на автобусах

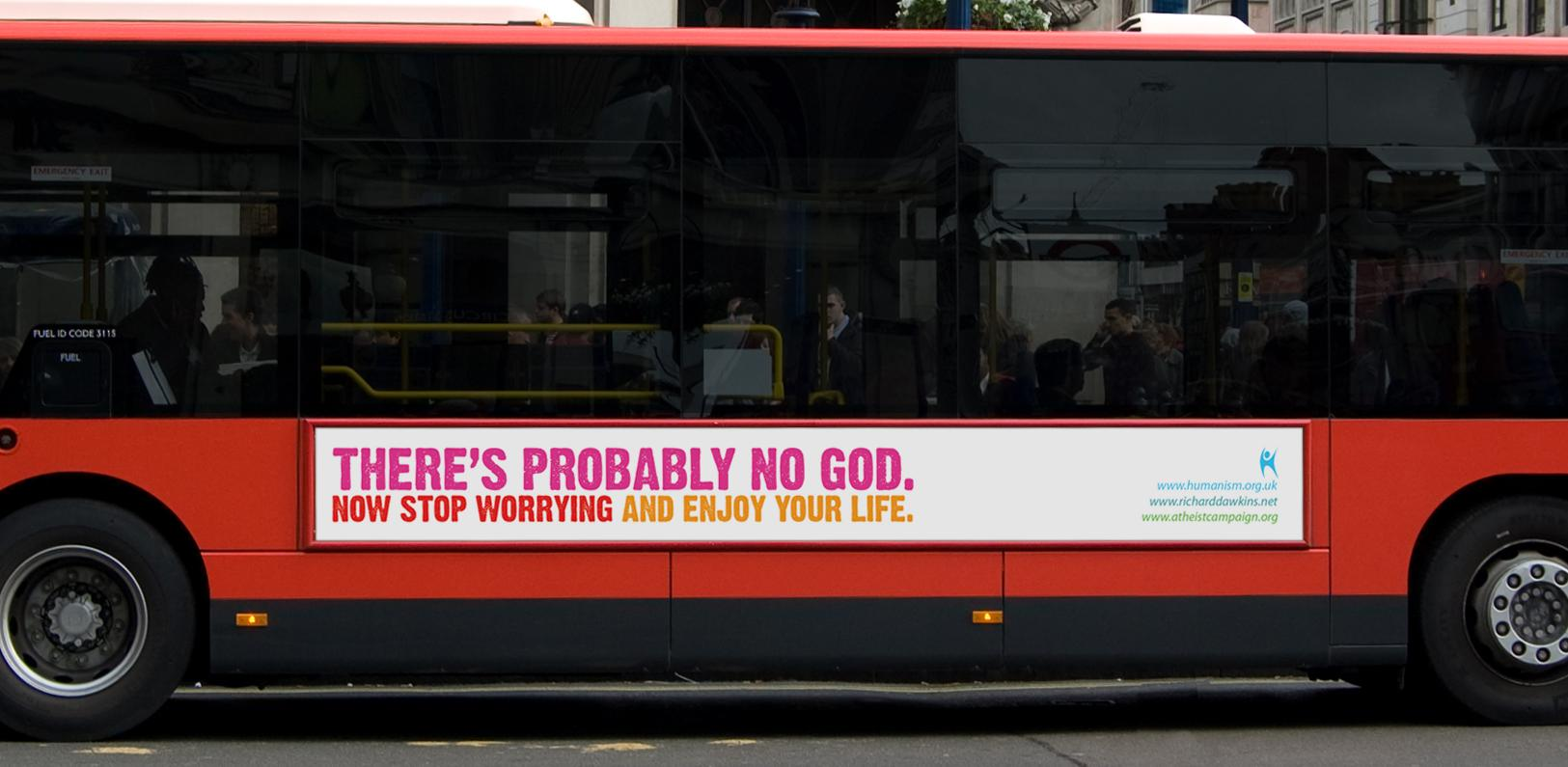
Лондонський автобус під час Атеїстичної рекламної кампанії.

Атеїсти́чна рекла́мна кампа́нія на авто́бусах (англ. Atheist Bus Campaign) започаткована у Великій Британії для позитивної і раціональної відповіді на рекламу євангельських християн. Вона була придумана сатириком Аріан Шерін і запущена 21 жовтня 2008 року, а також офіційно підтримана Британською гуманістичною асоціацією. Організатори сподівалися зібрати £5 500 пожертв і сплатити за рекламу на 30 лондонських автобусах протягом чотирьох тижнів на початку 2009 року під гаслом: «Бога, напевно, не існує. Облиште ж тривоги і насолоджуйтесь життям». До вечора 24 жовтня пожертви на кампанію сягнули £100 000.
Перші автобуси з атеїстичною рекламою почали курсувати від 6 січня 2009; кількістю 200 у самому Лондоні, а також 800 по всій Великій Британії. Кампанія супроводжується рекламою в Лондонському метрополітені.
Приклад автобусної реклами англійців наслідують атеїстичні організації Іспанії, Італії, США, Канади.